# Typosquatting

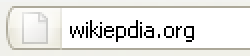
Voorbeeld van typosquatting

Typosquatting is een vorm van misbruik van het internet gebaseerd op het feit dat mensen zich weleens vergissen bij het intypen van een websiteadres. De typosquatter zet een website op, waarvan het adres (domeinnaam) slechts heel weinig verschilt van het adres van een populaire website. Alle internetgebruikers die dezelfde typefout of vergissing maken, komen terecht op de website van de typosquatter.
Het woord typosquatting is Engels, en komt van typo (typefout) en squatting (zonder toestemming van rechthebbende land of woonruimte in bezit nemen, kraken).

## Doeleinden
Typosquatting wordt gebruikt om de populariteit van een bonafide website te misbruiken om bezoekers te trekken. Typosquatting kan voor de volgende doeleinden worden gebruikt:
- Vaak wordt het gebruikt om bezoekers te trekken naar een pornosite of online casino om daar geld mee te verdienen.
- Soms wordt typosquatting gebruikt om bezoekers van een concurrent te lokken, bijvoorbeeld naar een zoekmachine, veilingsite of een webwinkel.
- Soms wordt typosquatting gebruikt om mensen toegangscodes of creditcard-gegevens te ontfutselen. Dan wordt de website van een populaire website van een bank of internetwinkel nagebootst. Bezoekers die een typefout maken en op de foute website terechtkomen, worden ertoe gebracht om daar hun wachtwoord of credit-cardgegevens op te geven. Dit is het zogenaamde phishing.
- Soms worden de valse internetadressen gebruikt om computervirussen, adware, spyware en dergelijke te verspreiden.
- Soms gaat het om een satirische site, waar de organisatie van de originele website of een persoon bespot worden.

## Methoden
Bij het intypen van internetadressen worden allerlei vergissingen gemaakt. Daarbij kan het gaan om:
- typische typefouten: het overslaan of verwisselen van letters
- vergissingen in de naamgeving van de website: bijvoorbeeld een streepje of punt te veel of te weinig; gebruik van een afkorting in plaats van de volledige naam.
- een ander top level domain (.com, .org, .tv, .eu en dergelijke).
- een alternatieve naam die duidelijk verschilt van de juiste site maar toch sterk refereert aan de eigenaar van het juiste adres, bijvoorbeeld www.zeehondencreche.nl in plaats van www.zeehondencentrum.nl voor Zeehondencentrum Pieterburen.

## Voorbeelden
De voorbeelden hieronder opgesomd zijn mogelijks niet meer correct. De imitatiewebsites in kwestie zijn namelijk vaak niet meer toegankelijk.
| Juiste adres                                              | Imitatie |
| --------------------------------------------------------- | --- |
| www.whitehouse.gov (website van de Amerikaanse president) | www.whitehouse.com (tot 2005 een pornosite, tegenwoordig een online telefoongids) en www.whitehouse.org (een satirische website) |
| www.wikipedia.org                                         | www.wikiepedia.org, www.wiipedia.org, www.eikipedia.org, www.wilipedia.org, en.wikipedi.org (leiden naar websites met reclame, spyware en adware en dergelijke) |
| nl.wikipedia.org                                          | nl.wikiepedia.org, nl.wikiepdia.org (domeinen met reclame die te koop worden aangeboden). |
| www.bundesregierung.de                                    | www.republicofgermany.com Dit domein werd geclaimd en tot een nazistische propagandasite gemaakt door de neonazi Gary Lauck en diens organisatie NSDAP/AO, uit wraak voor een gevangenisstraf van 4 jaar die hij opgelegd had gekregen wegens het verspreiden van anti-constitutionele propaganda. Duitsland heeft middels een rechtszaak de provider en Lauck gedwongen de domeinnaam prijs te geven. Anno 2017 is de domeinnaam beschikbaar. |
| www.inholland.nl                                          | www.injeholland.nl Dit was een satirische site waar leerlingen en personeel kritiek konden uitoefenen op Hogeschool Inholland. De beheerder heeft de domeinnaam moeten overdragen aan Inholland en tegenwoordig leidt de site naar de site van de hogeschool. |
| www.nintendo.nl                                           | www.nentindo.nl (een site voor [[homebrew] (software)\|homebrew]] voor de Nintendo DS) Nintendo heeft rechterlijke stappen ondernomen en nentindo.nl staat nu online als nbrew.nl |

## Bestrijding en preventie
Eigenaren van websites die het slachtoffer van typosquatting zijn geworden, kunnen het beëindigen of afgeven van het valse internetdomein eisen en eventueel via de rechter actie ondernemen.
Om typosquatting te voorkomen registreert men soms een groot aantal internetdomeinen die bij vergissing ingetypt zouden kunnen worden. Bijvoorbeeld, Google Inc. beschikt onder andere over de domeinen www.gooogle.com, www.goolge.com, www.gogle.com en www.googel.com. Deze leiden allemaal naar het juiste domein, www.google.com.

## Oplichterij
Soms benaderen oplichters bedrijven door zich voor te doen als beheerder. Het bedrijf wordt gemeld dat iemand een domeinnaam heeft aangevraagd die sterk op die van het bedrijf lijkt met het voornemen er bijvoorbeeld een pornosites op te zetten, of andere plannen met de domeinnaam heeft die de bedrijfsnaam kunnen schaden. De 'beheerder' beseft terdege dat het bedrijf dit niet zal waarderen en biedt daarom de domeinnaam aan het bedrijf te koop aan voor meestal een gepeperde prijs, zodat derhalve 'voorkomen' kan worden dat de domeinnaam gekaapt of gesquat wordt.
Deze praktijk wordt in de hand gewerkt doordat het registreren van een domeinnaam heel goedkoop is, en rechtszaken al gauw duizenden euro's kosten, vooral aan advocatenkosten. Louche partijen bieden domeinnamen te koop aan voor net iets minder dan een rechtszaak zal kosten, waarbij ook nog een factor is dat een rechtszaak al gauw veel tijd kost, en ook tot reputatieschade kan leiden.